# Commanderie de Rothley
La commanderie de Rothley est située dans le Leicestershire (Angleterre). Elle a été construite par les Templiers sur un terrain que l'Ordre possédait déjà au tournant du XIIIe siècle. Les sources indiquent que le roi Jean sans Terre a confirmé en 1203 la possession par l'Ordre de cinq librate de terrain qui avait été données par un certain John de Harecurt à Rothley. Elle est ensuite devenue une commanderie hospitalière lors de la dévolution des biens de l'ordre du Temple.

## Expansion
Une quinzaine d'années plus tard, le même John de Harecurt donne 10 librates supplémentaires aux Templiers, ce qui leur permet d'agrandir leur domaine à Rothley. Puis, en 1231, le roi Henry III remet le manoir et les dépendances aux bons soins des Templiers, et c'est probablement à partir de là qu'une véritable commanderie s'est établie à Rothley. C'est vers 1240 que l'église (composée d'une église paroissiale et cinq chapelles dépendantes) passe sous l'autorité des Templiers, à l'occasion d'une vacance au presbytère. Par la suite, les registres indiquent que les Templiers en tiraient des revenus non seulement grâce à l'exploitation de la terre mais également par l'exploitation de moulins. Durant les décennies suivantes, les Templiers de Rothley agrandissent encore leurs possessions immobilières, en acquérant des bâtiments dans les environs (à Baggrave et Gaddesby) et y travaillent eux-mêmes le sol.
Au moment de la suppression de l'ordre du Temple, en 1307, la commanderie de Rothley est confisquée par le pouvoir séculier. Un inventaire dressé l'année suivante indique notamment que 350 ovins y étaient élevés. Le domaine a par la suite été transféré aux Hospitaliers de l'ordre de Saint-Jean de Jérusalem, conformément à la bulle pontificale Ad providam promulguée par le pape Clément V en 1312.

## Commandeurs templiers
On ne connaît pas les dates d'accession des cinq premiers commandeurs, mais le sixième a pris ses fonctions en 1271. Conformément à la mission première des commanderies templières, qui était de soutenir l'action de l'Ordre en Orient, les revenus de Rothley étaient destinés aux frères basés à Acre.
| Nom du commandeur       | Dates |
| Stephen of Todmershe    | ?     |
| John Feversham          | ?     |
| Walter of Ewenightewith | ?     |
| William of Wald         | ?     |
| Alexander blundus       | ?     |
| William of Colewell     | ?     |

## Sources
- British History Online